# Mecysmauchenioides
Genre
Mecysmauchenioides est un genre d'araignées aranéomorphes de la famille des Mecysmaucheniidae.

## Distribution
Les espèces de ce genre se rencontrent dans le Sud de l'Argentine et du Chili.

## Liste des espèces
Selon World Spider Catalog (version 15.5, 6/11/2014) :
- Mecysmauchenioides nordenskjoldi (Tullgren, 1901)
- Mecysmauchenioides quetrihue Grismado & Ramírez, 2005

## Publication originale
- Forster & Platnick, 1984 : A review of the archaeid spiders and their relatives, with notes on the limits of the superfamily Palpimanoidea (Arachnida, Araneae).  Bulletin of the American Museum of Natural History, no 178, p. 1-106 (texte intégral).